# Tenebrae (koor)
Tenebrae is een professioneel vocaal ensemble uit Londen, opgericht en geleid door de voormalige King's Singer Nigel Short.
Short richtte het koor op in 2001 samen met Barbara Pollock. Het repertoire omvat covers van werken uit de 16e tot de 21e eeuw.
Het koor debuteerde in 2001 met een uitvoering van "The Dream of Herod"; een compositie van Nigel Short zelf. Het stuk is bedoeld om te worden uitgevoerd als theatraal werk in een religieus gebouw. De sfeer wordt mede bepaald door choreografie en gebruik van specifieke belichting. 
In 2006 tourde het koor langs kerken aan de pelgrimsroute naar Santiago de Compostella met het stuk "Path of Miracles" van componist Joby Talbot. In 2006 werd tevens een album opgenomen met het London Symphony Orchestra onder leiding van Colin Davis. Dit album kreeg de naam: Allegri Miserere. Naast dit bekende stuk staan er ook werken van Benjamin Britten en John Taverner op dit album.
Naast religieuze werken heeft Tenebrae ook meer eigentijdse muziek gebracht. Zo is het koor te horen in de soundtrack van de film Children of Men.